# Argo Mulyo (Belalau)
Argo Mulyo is een bestuurslaag in het regentschap Lampung Barat van de provincie Lampung, Indonesië. Argo Mulyo telt 1751 inwoners (volkstelling 2010).